# 난쟁이사향노루
난쟁이사향노루 또는 중국숲사향노루(Moschus berezovskii, 중국어: 林麝, 병음: Lín shè)는 중국 남부와 중부 그리고 베트남 북단에서 발견되는 우제류의 일종이다. 1976년 6월 14일, 중국은 난쟁이사향노루를 멸종 위기종 목록에 올렸다.

## 아종
4종의 아종이 알려져 있다.
- M. b. berezovskii
- M. b. bijiangensis
- M. b. caobangis
- M. b. yanguiensis